# Drobacia maeotica
Drobacia maeotica is een slakkensoort uit de familie van de Helicidae. De wetenschappelijke naam van de soort is voor het eerst geldig gepubliceerd in 1926 door Wenz.